# Синое
Синое е окръг в Либерия. Разположен е в югоизточната част на страната и има излаз на Атлантическия океан. Столица на окръга е град Грийнвил. Площта е 10 133 км², а населението, според преброяването през 2008 г., е 102 391 души. Гъстотата на населението е 10,1 души/км². Синое се дели на 7 района.